# バック・イン・ザ・USSR (映画)
『バック・イン・ザ・USSR』（原題：Back in the USSR）は、1992年制作のアメリカ合衆国のスリラー映画。アメリカ映画史上初の全編モスクワ・ロケが敢行された。

## あらすじ
ゴルバチョフ政権末期のソ連。卒業旅行中のアメリカ人大学生アーチャーはひょんなことから、宿泊したモスクワ市内のホテルでロシア娘のレナと出会う。
彼女に一目惚れしたアーチャーは彼女と意気投合する。しかし、彼女が持っていたカバンには、14世紀の秘宝である黒い聖母像のイコンが入っていたことから、2人は何者かに狙われることになる。

## キャスト
| 役名         | 俳優                       | 日本語吹き替え | 日本語吹き替え | 日本語吹き替え |
| 役名         | 俳優                       | VHS版          | テレビ東京版   |                |
| ------------ | -------------------------- | -------------- | -------------- | -------------- |
| アーチャー   | フランク・ホエーリー       | 山寺宏一       | 平田広明       |                |
| レナ         | ナタリア・ネゴーダ         | 松本梨香       | 松本梨香       |                |
| クリロフ     | ロマン・ポランスキー       | 小林修         | 神谷和夫       |                |
| クラウディア | デイ・ヤング               | 杉山佳寿子     | 土井美加       |                |
| ゲオルギ     | ラヴィル・イシヤノフ       | 谷口節         | 家中宏         |                |
| チャゾフ     | ブライアン・ブレスド       | 大木民夫       | 青森伸         |                |
| ディミトリ   | アンドリュー・ディヴォフ   | 佐藤正治       |                |                |
| スタンリー   | コンスタンチン・グレゴリー | 西村知道       |                |                |

※テレビ東京版：初回放送1995年2月2日『木曜洋画劇場』